# Gannascus
Gannascus was een gedeserteerde Cananefatische soldaat die kan worden beschouwd als de eerste Nederlandse zeerover die ons bij naam bekend is.  
Na een periode in dienst van de Romeinse leger deserteerde hij. Rond 46 n.Chr benutte hij de periode tussen de ambtstermijnen van de gouverneurs Sanquinius Maximus en diens opvolger Domitius Corbulo voor het bedrijven van zeeroverij in de oostelijke kustwateren van de Noordzee. Hierbij zou hij gebruik hebben gemaakt van grote boomstamkano's. Hij werkte hierbij nauw samen met Chaukische en Friese piraten. Waarschijnlijk leverde Gannascus de benodigde expertise (zowel wat betreft detailkennis van de Nederlandse en Belgische kustwateren als ook inzicht in de zwakke punten van de Romeinen) en leverden de Chauken en Frisii de boten en het merendeel van de mankracht. Men opereerde kennelijk vanuit Fries grondgebied. Ook verschillende nederzettingen in de Romeinse provincie Gallia Belgica waren niet veilig voor de zeerovers van Gannascus. 
De nieuwe gouverneur Corbulo greep na aankomst in Germania Inferior meteen in. Hij wist de Germanen zowel op het land, op het water en in de diplomatieke arena te verslaan. Hij liet zijn triremen op de Rijn patrouilleren en stuurde kleinere schepen om in de afgelegen riviertjes en kreken in de delta te kunnen komen. Dit had succes. De Romeinen wisten de vloot van Gannascus in een zeeslag te vernietigen. Gannascus werd verdreven, en het grondgebied van de Frisii van waaruit Gannascus had geopereerd werd door de Romeinen met geweld bezet. 
Er begonnen onderhandelingen tussen de Romeinen en Gannascus, georganiseerd onder auspiciën van de 'Grotere Chauken'. De Romeinen maakten echter van deze gelegenheid gebruik om Gannascus te vermoorden. De Chauken waren witheet over deze daad die zij als een daad van kwader trouw beschouwden. Toen Corbulo met zijn leger op trok naar Chaukisch gebied dreigde er een majeure oorlog tussen de Romeinen en de Chauken. Corbulo kreeg van keizer Claudius echter de opdracht zich achter de Rijn terug te trekken om zo de spanningen te verminderen. Claudius had geen trek in een Germaanse oorlog die zijn plannen voor Britannia in gevaar hadden kunnen brengen. 